# Montenegro, Querétaro Arteaga
Montenegro är en ort i Mexiko.   Den ligger i kommunen Querétaro och delstaten Querétaro Arteaga, i den centrala delen av landet, 200 km nordväst om huvudstaden Mexico City. Montenegro ligger 1 979 meter över havet och antalet invånare är 3 844.
Terrängen runt Montenegro är huvudsakligen kuperad, men norrut är den platt. Runt Montenegro är det ganska tätbefolkat, med 120 invånare per kvadratkilometer. Närmaste större samhälle är Santiago de Querétaro, 19,9 km söder om Montenegro. Trakten runt Montenegro består i huvudsak av gräsmarker.